# BCM Europearms Extreme
L'Extreme è un fucile di precisione/competizione per il tiro a lunga/lunghissima distanza, prodotto dalla ditta italiana BCM Europearms. L'Extreme è l'arma capostipite di tutta la serie degli "Extreme" della produzione BCM Europearms, dal quale derivano l'Extreme STD e l'Extreme M.A.A.R..
È un fucile monocolpo con l'azione è in 17/4 Ph ricavata dal pieno. La calciatura è realizzata tramite asportazione dal pieno di un blocco di alluminio di 32 kg per ottenere 2 calciature del peso di 3,4 kg ciascuna. La calciatura è regolabile: poggiaguancia regolabile in deriva, ed il calciolo regolabile in lunghezza, altezza e rotazione.